# Ndola
Ndola er en by i den centrale/nordlige del af Zambia, der med et indbyggertal 528.330 (2013) er landets tredjestørste by. Byen ligger tæt på grænsen til nabolandet Demokratiske Republik Congo og er blandet andet kendt for sin minedrift af kobber.